# Osomatsu-kun
Osomatsu-kun (яп. おそ松くん Осомацу-кун) — манга японского автора Фудзио Акацуки, публиковавшаяся в журнале Weekly Shonen Sunday с 1962 по 1969 год. По мотивам манги было снято три аниме-сериала: в 1966 на студии Studio Zero, а в 1988 и 2015 годах на студии Pierrot. В 1964 году Osomatsu-kun получила премию издательства Shogakukan. Она принесла популярность Акацуке.
Главными героями первой части манги являются шестеро близнецов семьи Мацуно (яп. 松野) — лидер и лучший боец Осомацу, аккуратный Карамацу, умный, но эгоистичный Тёромацу, честный и сильный Итимацу, самый добрый из братьев Дзюсимацу и беззаботный Тодомацу. Каждому 10 лет, все они учатся в пятом классе. В более поздних главах автор начинает уделять больше внимания другим персонажам, в частности, соперникам братьев.
В сериале 2015 года братья становятся безработными дылдами, всё так же сидящими на шее родителей.
Общего сюжета как такового нет, действие состоит из коротких слабо связанных новелл.

## Персонажи

### Семья Мацуно

#### Близнецы
- Осомацу (яп. おそ松 Осомацу) — самый старший из братьев, лидер близнецов. Является лучшим бойцом среди них. Стал типичным сарариманом (служащим) и не состоит в браке. Его имя происходит от слова осомацу (яп. お粗末), что в переводе означает хромой или плохо подготовленный.

В «Osomatsu-san» — самый обычный из братьев. Внешне почти не изменился по сравнению с 10-летней версией, часто улыбается. Ради удовольствия ходит в пачинко и на лошадиные скачки. Часто поступает эгоистично, действуя братьям на нервы. Несмотря на всю безответственность и другие его плохие качества, он прекрасный старший брат. Характерный цвет — красный. Шестое место среди популярных персонажей этого аниме.
- Карамацу (яп. カラ松 Карамацу) — второй по старшинству брат. Аккуратен. Женился на дочери бакалейщика. Его имя происходит от слова карамацу (яп. 唐松), что означает лиственница.

В «Osomatsu-san» — самый крутой из братьев. Его отличительная черта лица — широкие брови. Пытается выглядеть круто на людях и часто носит тёмные треугольные очки, кожаный пиджак, одежду с блестками. Из-за этого братья часто игнорируют его. Характерный цвет — синий. Второе место среди самых популярных персонажей этого аниме.
- Тёромацу (яп. チョロ松 Тёромацу) — третий брат. Умный, но эгоистичный. Стал офицером полиции.

В «Osomatsu-san» — самый серьезный и разумный из братьев, но при этом и самый влюбчивый. Отаку, любит айдолов. В отличие от братьев, старается найти работу. Его отличительные черты — рот треугольной формы, маленькие зрачки и отсутствие хохолка на затылке. Характерный цвет — зелёный. Четвёртое место среди самых популярных персонажей этого аниме.
- Итимацу (яп. 一松 Итимацу) — четвёртый брат. Очень честный и сильный. Стал президентом компании после того, как женился на дочери своего предшественника. Его имя происходит от слова итимацумоё: (яп. 市松模様), что означает рисунок в клетку.

В «Osomatsu-san» — самый мрачный и замкнутый из братьев. Его отличительные черты — полуприкрытые глаза, большие зрачки и лохматые волосы. Единственный персонаж, что не носит носки и надевает шлёпки. Любит кошек. Характерный цвет — фиолетовый. Самый популярный персонаж из этого аниме.
- Дзюсимацу (яп. 十四松 Дзю:симацу) — пятый по старшинству брат. Самый добрый среди близнецов, что является самой большой его слабостью. Стал врачом.

В «Osomatsu-san» — самый активный из братьев. Витающий в облаках счастливый дурачок. Любит бейсбол. Отличительные черты — широко открытый рот и один хохолок на затылке вместо двух. Характерный цвет — жёлтый. Третье место среди самых популярных персонажей этого аниме.
- Тодомацу (яп. トド松 Тодомацу) — шестой и самый младший среди братьев. Очень беззаботный. Стал работать в рыбном магазине. Его имя происходит от слова тодомацу (яп. 椴松) — другое название пихты твёрдой в японском языке.

В «Osomatsu-san» — самый умилительный из братьев (чем иногда пользуется в корыстных интересах). Популярен среди девушек и наиболее приближен к социуму, чем остальные братья. Также имеет прозвище Тотти (яп. トッティー Тотти:). Его отличительные черты — маленький рот и большие зрачки. Характерный цвет — розовый. Пятое место среди самых популярных персонажей этого аниме.

#### Родители
- Мацудзо (яп. 松造 Мацудзо:) — отец близнецов. Как правило, братья называют его То-сан (яп. とうさん То:-сан) — папа.
- Мацуё (яп. 松代 Мацуё) — мать близнецов. Обычно братья называют её Ка-сан (яп. かあさん Ка:-сан) — мама.

Будучи взрослыми, близнецы продолжают жить с родителями, которые разочарованы в том, что их дети не могут устроиться на работу. Мацудзо и Мацуё пытались развестись после ссоры, но сыновьям удалось оставить все как было.

### Прочие
- Иями (яп. イヤミ Иями) — стильно одевающийся, но нигде не работающий высокомерный щеголь. Любит причислять себя к французам (для чего отрастил меленькие усики), хотя сам во Франции никогда не был. Внешне выделяется тремя выдающимися далеко вперед зубами верхней челюсти. Обычно заканчивает предложения словом дзансу (яп. ザンス  дзансу). В прошлом вместе с Тибитой часто пытались насолить семье Мацуно.
- Тибита (яп. チビ太 Тибита) — коротышка, владеющий передвижной лавкой, где кормит посетителей одэном. Часто конфликтует с близнецами из-за того, что те не хотят ему платить.
- Тотоко Ёваи (яп. 弱井トト子  Ёваи Тотоко) — миниатюрная девушка, главная красавица в квартале, дочь владельцев рыбьей лавки. В неё влюблены все шестеро братьев, хотя ей они не интересны. Изо всех сил старается стать популярной, в чём её всячески поддерживают близнецы.
- Хатабо (яп. ハタ坊 Хатабо:) — мелкий тугодумный приятель близнецов, которому прямо в темечко забит флажок Японии. В сериале «Osomatsu-san» неведомым образом сказочно разбогател, но сохранил детскую наивность.
- Дэкапан (яп. デカパン Дэкапан) — тучный мужик в огромных штанах, в которых может обнаружиться всё, что угодно. Концентратор для пошлого и грязного юмора.
- Даён (яп. ダヨーン Даё:н) — прожорливый тип с огромной пастью, занятый непонятно чем и обнаруживающийся где попало. Получил прозвище за то, что любит заканчивать предложения междометием даён (а чаще всего только этим словом и ограничивается).
- Ня Хасимото (яп. 橋本にゃー  Хасимото Ня:) — кошачий айдол, от которой фанатеет Тёромацу. Соперничает с Тотоко.
- Сёносукэ Хидзирисава  (яп. 聖澤庄之助  Хидзирисава Сёносукэ) — таинственный низкорослый мужчина, который часто появляется из ниоткуда в качестве шутки.
- Камимацу (яп. 神松  Камимацу) — «седьмой брат Мацуно», рожденный из добрых качеств и поступков близнецов. Его любят все за исключением самих шестерняшек.
- Акумацу (яп. 悪松  Акумацу) — «восьмой брат Мацуно», рожденный из злых качеств близнецов.
- Санэмацу (яп. 実松  Санэмацу, т. е. «реальный Мацу») — в отличие от остальных братьев живет в «настоящем» мире и отличается более реалистичной рисовкой. Он живет один, а остальные братья существуют для него лишь в его воображении.